# Tanystrosuchus
Tanystrosuchus là một chi khủng long theropoda bị nghi ngờ từ thời kỳ Trias muộn (trung Noria tầng, khoảng 208 triệu năm trước). Nó được biết tới từ một đốt sống cổ duy nhất của loài T. posthumus, tìm thấy ở thành hệ Trung Stubensandstein tại nơi ngày nay là Đức. 